# جوئل فورمن

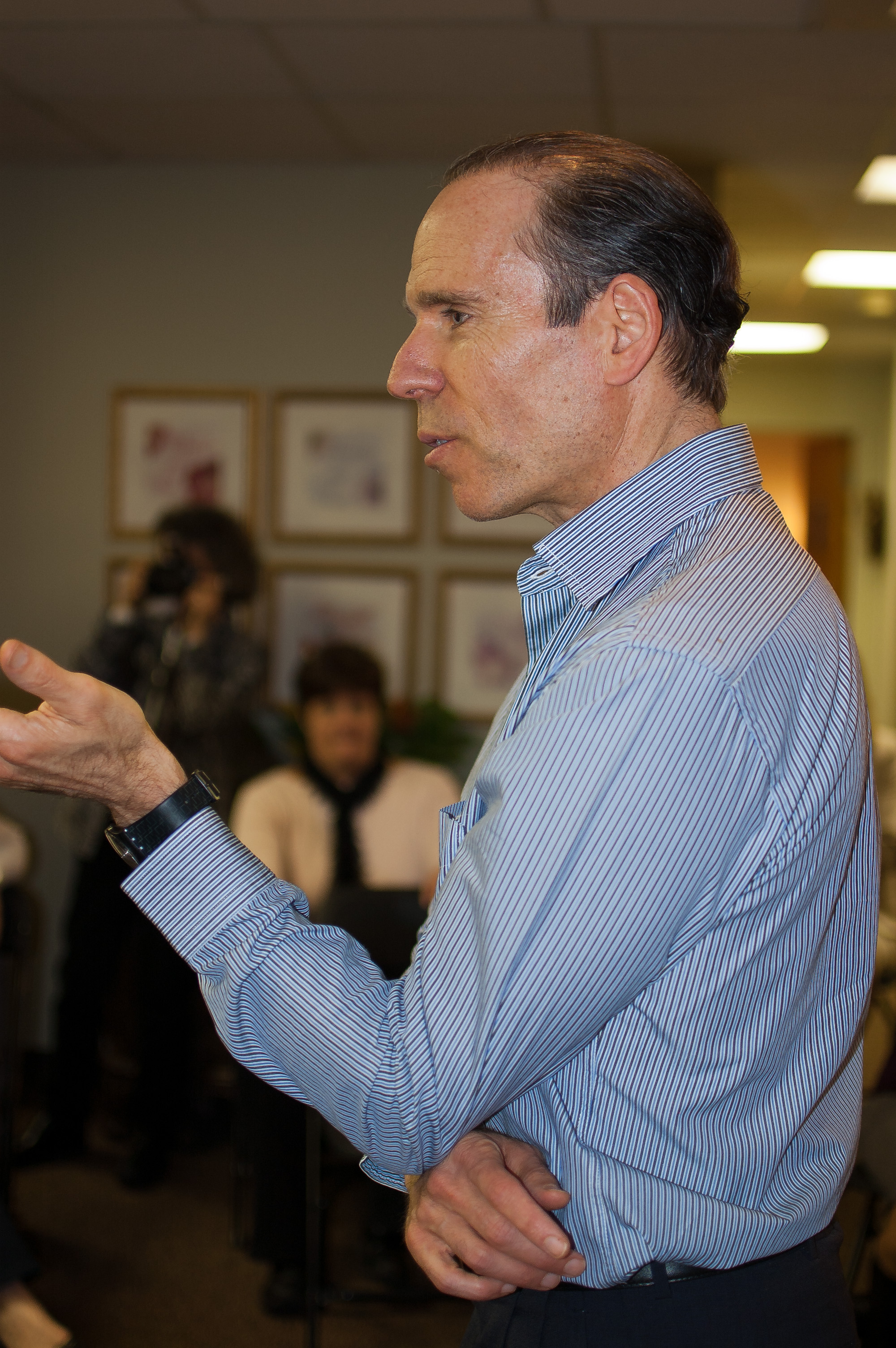
جوئل فورمن در سال ۲۰۱۱

دکتر جوئل فورمن Joel Fuhrman, M.D (زادهٔ ۲ دسامبر ۱۹۵۳)، فوق تخصص تغذیه و نویسندهٔ کتاب‌های معروف و پرفروش در زمینهٔ گیاه‌خواری و رژیم‌های غذایی است. او گیاه‌خوار وگن بوده و ساختار برنامه‌های غذایی و مطالب و کتاب‌هایش نیز بر همین اصل می‌باشد.